# Pseudagrion aguessei
Pseudagrion aguessei är en trollsländeart som beskrevs av Elliot C.G. Pinhey 1964. Pseudagrion aguessei ingår i släktet Pseudagrion och familjen dammflicksländor. IUCN kategoriserar arten globalt som livskraftig. Inga underarter finns listade i Catalogue of Life.